# Infest the Rats' Nest
Infest the Rats' Nest è il quindicesimo album in studio del gruppo musicale di rock psichedelico australiano King Gizzard & the Lizard Wizard, pubblicato il 16 agosto 2019 per la RTO Records. In esso la band affronta in maniera diretta il genere heavy metal e i suoi derivanti, che aveva soltanto toccato nelle opere precedenti.

## Lista delle tracce
1. Planet B – 3:56
2. Mars for the Rich – 4:11
3. Organ Farmer – 2:39
4. Superbug – 6:43
5. Venusian 1 – 3:20
6. Perihelion – 3:11
7. Venusian 2 – 2:44
8. Self-Immolate – 4:28
9. Hell – 3:38

Durata totale: 34:50